# Prélude et grand menuet
Prélude et grand menuet pour piano is een verzameling van twee composities van Agathe Backer-Grøndahl. De bundel werd uitgegeven door Edition Wilhelm Hansen (nrs. 13574 en 13575).
De prelude is geschreven in tranquillo (maatslag 126) in E majeur en in 4/4-maatsoort. Het menuet in con grandezza (maatslag 88)  eveneens in E majeur, maar in 3/4-maatsoort. De Noorse meesterpianist Martin Knutzen heeft de set gespeeld tijdens een concert op 1 maart 1904, waarschijnlijk tevens de première van dit werk.
De uitgave is opgedragen aan Peter Vogt Fischer, impresario.